# Слон и муравей (мультфильм)
«Слон и муравей» — советский рисованный мультипликационный фильм 1948 года. Снят режиссёрами Борисом Дёжкиным и Геннадием Филипповым по горской басне народного поэта Дагестана Гамзата Цадассы.

## Сюжет
Весьма поучительная история о том, как бахвальство всегда оборачивается большими неприятностями. Сюжет мультфильма разворачивается во время празднования свадьбы у лисы. Все лесные жители приглашены на торжество, все гуляют и веселятся. Но, к сожалению, не все могут себя вести надлежащим образом. Слон, вообразив, что он — самый большой, а следовательно — самый сильный, решил, что управы на него нет, и стал вести себя вызывающе, при этом портя всем праздник. Но такое его поведение продолжалось недолго, и нашлось кому проучить наглеца.

## Над фильмом работали
- Сценарий: Романа Фатуева
- Режиссёры: Борис Дёжкин, Геннадий Филиппов
- Художник-постановщик: Георгий Позин
- Оператор: Елена Петрова
- Музыкальное оформление: Григорий Гамбург
- Звукооператор: Николай Прилуцкий
- Художники-мультипликаторы: Борис Дёжкин, Геннадий Филиппов, Фаина Епифанова, Лев Попов, Борис Титов, Фёдор Хитрук
- Художники-декораторы: В. Завилопуло, Мария Русанова
- Технический ассистент: Галина Бродская
- Монтажница: В. Иванова
- Директор картины: Борис Вольф
- Консультант по картине: Заслуженный деятель искусств ДАССР Хас-Булат Оскар-Сарыджа

### Роли озвучивали
В титрах не указаны:
- Юлия Юльская — Муравей
- Владимир Лепко — Медведь
- Леонид Пирогов — Слон
- Лидия Князева — Лиса / Заяц
- Сергей Мартинсон — Волк

## Музыка
В мультфильме звучит различная использованная музыка с дагестанским колоритом. В одном из эпизодов звучит «Танец курдов» из балета «Гаянэ» Арама Хачатуряна.

## Награды на фестивалях
- 1948 — премия X МКФ в Венеции, Италия, 1949[1]